# Diegem Sport
El Koninklijk Diegem Sport es un club de fútbol belga de la localidad de Diegem en la provincia del Brabante Flamenco. Está afiliado a la Real Asociación Belga con la matrícula n.º 3887 y sus colores son el verde y blanco. Es conocido por ser un club de cantera. Actualmente compite en la División 2 de Bélgica. 

## Historia
El club se formó en 1943 a partir de la fusión de dos equipos locales, Diegem Star Voetbalvereeniging (número de matrícula 3097) y Racing Dieghem Loo (número de registro 3274). Ambos clubes se habían unido a la Asociación Belga de Fútbol en 1941. El nuevo club se unió a la Asociación Belga de Fútbol y se le asignó el nuevo número de matrícula 3887. Diegem comenzó en las ligas provinciales inferiores y continuó jugando allí durante muchos años. A finales de los años setenta, mejoró mucho y llegó a los niveles nacionales. En seis años el equipo dirigido por el entrenador Etienne Borré, ascendió de Tercera Provincial Brabante a la Cuarta División nacional.
En 1981 logró ganar su grupo y por primera vez ascendió a Tercera División. Esta etapa duró cinco temporadas, antes de volver a hundirse. A principios de la década de 1990, hubo un breve revés. En 1992 terminó penúltimo y el club volvió a caer en la serie provincial. En 1993, en su 50 aniversario, el club recibió el título real y se convirtió en Koninklijke Diegem Sport en 1994. Después de tres temporadas en provincial, finalmente regresó a la Promoción. En 1997 el club volvió a hundirse por un tiempo, pero volvió después de una temporada. En 2002/03 Diegem volvió a ser el vencedor de su serie, tras una batalla en la que el KSV Bornem acabó con un punto. Diegem pudo volver a pasar a Tercera División, donde pudo volver a mantener su puesto.
En 2006/07 compitieron por el título hasta el último día de juego, pero finalmente fue para el RFC Tournai. A Diegem todavía se le permitió ir a la ronda final, pero tampoco tuvo éxito allí. Después de algunas temporadas difíciles, en las que el club pudo mantenerse varias veces, descendió a Cuarta en la temporada 2015/16, que pasó a llamarse Tercera División Aficionada debido a las reformas. Permaneció allí durante 2 temporadas, pero pudo luchar de regreso a la 2.ª división en las rondas finales.

## Academia juvenil
La academia juvenil de Diegem Sport y el flujo de jóvenes talentos es un nombre familiar en este nivel dentro del fútbol belga. Al apegarse constantemente a su misión, el club logra que una cantidad de jugadores talentosos se abran paso en el equipo A cada temporada. Además, muchos jugadores de la academia juvenil también lograron abrirse paso en un nivel superior: en la primera división de Bélgica e incluso en Europa.
El club fue recompensado por esto con el Premio Foot-PASS 2013-2014 a la mejor academia juvenil Nacional en Bélgica. También en 2019, Diegem Sport logró la etiqueta de cuatro estrellas más alta posible a nivel interprovincial de DoublePass. Diegem Sport es actualmente uno de los únicos equipos que tiene una etiqueta DoublePass de cuatro estrellas, una hermosa recompensa por una política consistente que se compromete y cree en su propia juventud. Por ejemplo, Diegem Sport a menudo juega con 5 o más de sus propios jugadores juveniles en la base.

## Resultados
| Temporada | División | División | División | División | División | División | División | División | Denominación                                          | Puntos                                                | Observaciones                                                                                                |
|           | I        | I        | II       | III      | P.I      | P.II     | P.III    |          |                                                       |                                                       | |
| --------- | -------- | -------- | -------- | -------- | -------- | -------- | -------- | -------- | ----------------------------------------------------- | ----------------------------------------------------- | --- |
| 1943/44   |          |          |          |          |          |          | 1        |          | Tercera Prov. Brab.                                   | 40                                                    | |
| 1944/45   |          |          |          |          |          | 2        |          |          | Segunda Prov. Brab.                                   | 20                                                    | |
| 1945/46   |          |          |          |          |          | 2        |          |          | Segunda Prov. Brab.                                   | 45                                                    | |
| 1946/47   |          |          |          |          |          | 3        |          |          | Segunda Prov. Brab.                                   | 42                                                    | |
| 1947/48   |          |          |          |          |          | 4        |          |          | Segunda Prov. Brab.                                   | 34                                                    | |
| 1948/49   |          |          |          |          |          | 8        |          |          | Segunda Prov. Brab.                                   | 32                                                    | |
| 1949/50   |          |          |          |          |          | 5        |          |          | Segunda Prov. Brab.                                   | 34                                                    | |
| 1950/51   |          |          |          |          |          | 12       |          |          | Segunda Prov. Brab.                                   | 28                                                    | |
| 1951/52   |          |          |          |          |          | 5        |          |          | Segunda Prov. Brab.                                   | 33                                                    | |
|           | I        | I        | II       | III      | IV       | P.I      | P.II     | P.III    | desde 1952/53 hay 4 niveles nacionales                | desde 1952/53 hay 4 niveles nacionales                | desde 1952/53 hay 4 niveles nacionales                                                                       |
| 1952/53   |          |          |          |          |          |          | 1        |          | Segunda Prov. Brab.                                   | 49                                                    | |
| 1953/54   |          |          |          |          |          | 9        |          |          | Primera Prov. Brab.                                   | 31                                                    | |
| 1954/55   |          |          |          |          |          | 15       |          |          | Primera Prov. Brab.                                   | 18                                                    | |
| 1955/56   |          |          |          |          |          |          | 3        |          | Segunda Prov. Brab.                                   | 43                                                    | |
| 1956/57   |          |          |          |          |          |          | 6        |          | Segunda Prov. Brab.                                   | 31                                                    | |
| 1957/58   |          |          |          |          |          |          | 8        |          | Segunda Prov. Brab.                                   | 24                                                    | |
| 1958/59   |          |          |          |          |          |          | 4        |          | Segunda Prov. Brab.                                   | 39                                                    | |
| 1959/60   |          |          |          |          |          |          | 1        |          | Segunda Prov. Brab.                                   | 50                                                    | |
| 1960/61   |          |          |          |          |          | 6        |          |          | Primera Prov. Brab.                                   | 33                                                    | |
| 1961/62   |          |          |          |          |          | 4        |          |          | Primera Prov. Brab.                                   | 35                                                    | |
| 1962/63   |          |          |          |          |          | 5        |          |          | Primera Prov. Brab.                                   | 32                                                    | |
| 1963/64   |          |          |          |          |          | 15       |          |          | Primera Prov. Brab.                                   | 19                                                    | |
| 1964/65   |          |          |          |          |          |          | 5        |          | Segunda Prov. Brab.                                   | 41                                                    | |
| 1965/66   |          |          |          |          |          |          | 7        |          | Segunda Prov. Brab.                                   | 30                                                    | |
| 1966/67   |          |          |          |          |          |          | 7        |          | Segunda Prov. Brab.                                   | 30                                                    | |
| 1967/68   |          |          |          |          |          |          | 5        |          | Segunda Prov. Brab.                                   | 35                                                    | |
| 1968/69   |          |          |          |          |          |          | 1        |          | Segunda Prov. Brab.                                   | 48                                                    | |
| 1969/70   |          |          |          |          |          | 15       |          |          | Primera Prov. Brab.                                   | 23                                                    | |
| 1970/71   |          |          |          |          |          |          | 15       |          | Segunda Prov. Brab.                                   | 17                                                    | |
| 1971/72   |          |          |          |          |          |          |          | 1        | Tercera Prov. Brab.                                   | 50                                                    | |
| 1972/73   |          |          |          |          |          |          | 3        |          | Segunda Prov. Brab.                                   | 38                                                    | |
| 1973/74   |          |          |          |          |          |          | 1        |          | Segunda Prov. Brab.                                   | 47                                                    | |
| 1974/75   |          |          |          |          |          | 3        |          |          | Primera Prov. Brab.                                   | 39                                                    | |
| 1975/76   |          |          |          |          |          | 6        |          |          | Primera Prov. Brab.                                   | 31                                                    | |
| 1976/77   |          |          |          |          |          | 1        |          |          | Primera Prov. Brab.                                   | 43                                                    | |
| 1977/78   |          |          |          |          | 3        |          |          |          | Cuarta D                                              | 42                                                    | |
| 1978/79   |          |          |          |          | 5        |          |          |          | Cuarta C                                              | 32                                                    | |
| 1979/80   |          |          |          |          | 3        |          |          |          | Cuarta B                                              | 34                                                    | |
| 1980/81   |          |          |          |          | 13       |          |          |          | Cuarta B                                              | 25                                                    | |
| 1981/82   |          |          |          |          | 1        |          |          |          | Cuarta B                                              | 43                                                    | |
| 1982/83   |          |          |          | 12       |          |          |          |          | Tercera A                                             | 28                                                    | |
| 1983/84   |          |          |          | 12       |          |          |          |          | Tercera A                                             | 26                                                    | |
| 1984/85   |          |          |          | 4        |          |          |          |          | Tercera A                                             | 35                                                    | |
| 1985/86   |          |          |          | 14       |          |          |          |          | Tercera A                                             | 23                                                    | |
| 1986/87   |          |          |          | 15       |          |          |          |          | Tercera A                                             | 22                                                    | Derrota en la ronda final por la permanencia contra Hoogstraten VV                                           |
| 1987/88   |          |          |          |          | 3        |          |          |          | Cuarta B                                              | 38                                                    | |
| 1988/89   |          |          |          |          | 7        |          |          |          | Cuarta B                                              | 34                                                    | |
| 1989/90   |          |          |          |          | 6        |          |          |          | Cuarta B                                              | 37                                                    | |
| 1990/91   |          |          |          |          | 11       |          |          |          | Cuarta A                                              | 25                                                    | |
| 1991/92   |          |          |          |          | 14       |          |          |          | Cuarta B                                              | 25                                                    | |
| 1992/93   |          |          |          |          |          | 10       |          |          | Primera Prov. Brab.                                   | 24                                                    | |
| 1993/94   |          |          |          |          |          | 7        |          |          | Primera Prov. Brab.                                   | 31                                                    | |
| 1994/95   |          |          |          |          |          | 1        |          |          | Primera Prov. Brab.                                   | 42                                                    | |
| 1995/96   |          |          |          |          | 11       |          |          |          | Cuarta D                                              | 31                                                    | |
| 1996/97   |          |          |          |          | 13       |          |          |          | Cuarta B                                              | 32                                                    | Derrota en la ronda final por la permanencia contra RSC Athusien (2-4) y K. Maaseik FC (3-3; 2-3 np)         |
| 1997/98   |          |          |          |          |          | 3        |          |          | Primera Prov. Brab.                                   | 53                                                    | |
| 1998/99   |          |          |          |          | 9        |          |          |          | Cuarta B                                              | 41                                                    | |
| 1999/00   |          |          |          |          | 4        |          |          |          | Cuarta D                                              | 56                                                    | Victoria en la ronda final por el ascenso ante SK Gullegem (4-2), pero derrota ante Standaard Wetteren (1-2) |
| 2000/01   |          |          |          |          | 4        |          |          |          | Cuarta B                                              | 54                                                    | |
| 2001/02   |          |          |          |          | 10       |          |          |          | Cuarta B                                              | 39                                                    | |
| 2002/03   |          |          |          |          | 1        |          |          |          | Cuarta B                                              | 62                                                    | |
| 2003/04   |          |          |          | 7        |          |          |          |          | Tercera B                                             | 38                                                    | |
| 2004/05   |          |          |          | 10       |          |          |          |          | Tercera B                                             | 36                                                    | |
| 2005/06   |          |          |          | 8        |          |          |          |          | Tercera A                                             | 44                                                    | |
| 2006/07   |          |          |          | 3        |          |          |          |          | Tercera A                                             | 59                                                    | Derrota en la ronda final por el ascenso ante Union Royale Namur                                             |
| 2007/08   |          |          |          | 10       |          |          |          |          | Tercera A                                             | 39                                                    | |
| 2008/09   |          |          |          | 4        |          |          |          |          | Tercera A                                             | 54                                                    | |
| 2009/10   |          |          |          | 6        |          |          |          |          | Tercera B                                             | 52                                                    | |
| 2010/11   |          |          |          | 10       |          |          |          |          | Tercera B                                             | 49                                                    | |
| 2011/12   |          |          |          | 13       |          |          |          |          | Tercera B                                             | 41                                                    | |
| 2012/13   |          |          |          | 13       |          |          |          |          | Tercera B                                             | 45                                                    | |
| 2013/14   |          |          |          | 13       |          |          |          |          | Tercera B                                             | 41                                                    | |
| 2014/15   |          |          |          | 13       |          |          |          |          | Tercera B                                             | 35                                                    | |
| 2015/16   |          |          |          | 19       |          |          |          |          | Tercera B                                             | 31                                                    | descenso a Tercera Div. Aficionada                                                                           |
|           | 1A       | 1B       | 1Am      | 2Am      | 3Am      | P.I      | P.II     | P.III    | desde 2016-17 hay 3 niveles nacionales y 2 regionales | desde 2016-17 hay 3 niveles nacionales y 2 regionales | desde 2016-17 hay 3 niveles nacionales y 2 regionales                                                        |
| 2016/17   |          |          |          |          | 4        |          |          |          | Tercera Div. Aficionada                               | 50                                                    | derrota en la ronda final por el ascenso ante KVV Vosselaar (0-2) y FC Pepingen (1-2)                        |
| 2017/18   |          |          |          |          | 4        |          |          |          | Tercera Div. Aficionada                               | 50                                                    | Victoria en la ronda final por el ascenso ante KVC Wingene (2-1) y Eendracht Termien (3-0)                   |
| 2018/19   |          |          |          | 9        |          |          |          |          | Segunda Div. Aficionada                               | 39                                                    | |
| 2019/20   |          |          |          | 8        |          |          |          |          | Segunda Div. Aficionada                               | 31                                                    | La competición se detuvo después de 23 jornadas debido a la crisis del Coronavirus                           |
| 2020/21   |          |          |          | -        |          |          |          |          | División 2                                            | -                                                     | La competición se detuvo después de 4 jornadas debido a la crisis del Coronavirus                            |
| 2021/22   |          |          |          | 9        |          |          |          |          | División 2                                            | 35                                                    | |
| 2022/23   |          |          |          | 8        |          |          |          |          | División 2                                            | 52                                                    | |